# Stephen Quinn
Richard John Keogh (Dublin, 1 de abril de 1986) é um futebolista profissional irlandês que atua como meia, atualmente defende o Reading FC.

## Carreira
Stephen Quinn fez parte do elenco da Seleção Irlandesa de Futebol da Eurocopa de 2016.